# Перекопский залив
Переко́пский зали́в (укр. Перекопська затока) — залив в северо-восточной части Каркинитского залива Чёрного моря.
Вдаётся в берег у Перекопского перешейка на 20 км. Юго-восточная часть залива омывает берега полуострова Крым, северо-западная часть берег Херсонской области Украины. Ширина у входа около 18 км. Залив мелководный, максимальная глубина менее 5 м. Дно песчаное, илистое.
С запада залив ограничен косой у села Приморское. С востока залив ограничивает мыс Картказак. На северо-восточном побережье залива выделяется Малая коса и несколько других кос.
Берега обрывистые (до 9 м), местами заболочены.
Флора и фауна залива представлена зарослями зостеры тонколистой, моллюсками, креветками, медузами, морскими иглами, коньками. Ранее в заливе водились бычки, камбала, кефаль и другие виды рыб.
Перекопский залив упоминается у Геродота как заводь, подобная Днепровскому лиману. Существует мнение что Перекопский залив раньше являлся одним из устий Днепра.
В непосредственной близости от побережья залива находятся сёла Александровка, Алексеевка, Волошино, Ставки и Суворово и город Армянск.